# Kosmotango
«Kosmotango» — сольный альбом Дмитрия Ревякина, выпущенный 15 октября 2020 года. Третий, записанный с гитаристом, аранжировщиком и продюсером Александром Бадажковым.

## История
29 июня 2020 года на краудфандинговой платформе Planeta.ru был запущен сбор средств на новый альбом. 18 сентября вышел первый сингл с пластинки «Плакса». Официальный релиз альбома состоялся 15 октября.

## Список композиций
Слова и музыка всех песен — написаны Дмитрием Ревякиным.
| №   | Название            | Длительность |
| --- | ------------------- | ------------ |
| 1.  | «Мандарины»         | 3:00         |
| 2.  | «День раздет»       | 3:30         |
| 3.  | «Дубровник»         | 5:24         |
| 4.  | «Лаэтана»           | 4:00         |
| 5.  | «Не сбежать»        | 4:10         |
| 6.  | «Испанский сапожок» | 3:24         |
| 7.  | «Сказки юга»        | 4:36         |
| 8.  | «Плакса»            | 3:21         |
| 9.  | «Sun»               | 4:06         |
| 10. | «Не торопи»         | 3:44         |
| 11. | «Лёгкая весть»      | 3:06         |
| 12. | «Я уйду»            | 5:27         |

## Участники записи
- Дмитрий Ревякин — вокал, гитары
- Андрей Баслык — бас, контрабас
- Александр Владыкин — синтезатор, баян
- Александр Чиненков — трумпет, флюгельгорн, кахон, перкуссия, губная гармошка, бэк-вокал
- Александр Бадажков — продюсер, гитара, аранжировки